# Kurent (ime)
Kurent je moško osebno ime

## Izvor imena
Ime Kurent izvira iz imena Pust. Na Slovenskem ima ime Pust še eno ime, in sicer Kúrent na vzhodnem Štajerskem in Notranjskem Korant, V Prekmurju Korent, Koret, v Solkanu na Primorskem
Kore, v rodilniku Koreta, na Gorenjskem sveti Korant.
Kurent je danes pojmovan kot dediščina prastarega kulta, podobno kot so imeli stari Grki boga Dioniza. Ker so v davnini praznovali novo leto 1. marca, to je s pričetkom pomladi, Kurent ni bil samo zavetnik neomejenega veselja, ampak tudi znanilec in pobudnik novega življenja, ki ga prinaša pomlad.
Izvor poimenovanja Kurent povezuje jezikoslovec France Bezlaj z glagoli ukiriti se »nastaniti, namestiti, ugnezditi se«, s slovenskim in srbohrvaškim ukrcati se in z izgubljenim pomenom glagola kuriti »ustvariti, snovati, graditi«. Slovensko Kurent verjetno izhaja iz deležnika kurent v pomenu »ustvarjajoč«

## Pogostost imena
Po podatkih SURS-a je bilo na dan 31. decembra 2007 v Sloveniji manj kot pet oseb s tem imenom ali pa to ime sploh ni bilo uporabljeno.